# Griphopithecus
Griphopithecus è un primate del Miocene (16,5 milioni di anni fa) vissuto nell'Europa centrale e la Turchia.
Tra i modelli evolutivi che ipotizzano un'origine euroasiatica dell'uomo (la scoperta di Anoiapithecus brevirostris e di altri fossili in Eurasia e nell'Europa del Sud, secondo alcuni paleoantropologi, indica che l'evoluzione dell'antenato comune grandi scimmie/uomo sia avvenuto lì anziché in Africa) considerano il Griphopithecus l'antenato comune dell'uomo, scimpanzé, gorilla, orangutan e gibboni.
|  | Hylobates                                                                            |
|  |                                                                                      |
|  | \| \| Sivapithecus-Pongo clade \| \| \| \| \| \| Dryopithecus-Homo clade \| \| \| \| |
|  |                                                                                      |
|  | Sivapithecus-Pongo clade                                                             |
|  |                                                                                      |
|  | Dryopithecus-Homo clade                                                              |
|  |                                                                                      |

|  | Sivapithecus-Pongo clade |
|  |                          |
|  | Dryopithecus-Homo clade  |
|  |                          |